# Brasiliansk kæmpeodder
Brasiliansk kæmpeodder (Pteronura brasiliensis) er et mårdyr, der lever i sydamerikanske regnskove. Den lever i floder som Amazon, Orinoco, Rio São Francisco og Paraná-floden.

## Karakteristik
Brasiliansk kæmpeodder er den største af odderarterne med hensyn til kropslængde. Hannerne har en gennemsnitslængde på 1,5-1,8 meter og vejer 26-32 kg, hvor hunnerne er lidt kortere og lettere med en længde på 1,5-1,7 meter og en vægt på 22-26 kg. I 1959 blev der observeret et individ med en længde på 2,40 meter. Dette er et udsædvanligt stort individ, og der er ikke gjort fund af nyere dato, som kan understøtte dette fund. De manglende fund kan skyldes den intensive pelsjagt, der fandt sted på blandt i 1950'erne og 1960'erne. Efter jagtens ophør i 1973 er den blevet betragtet som truet og derfor rødlistet.

## Levevis
Store floder med lidt strøm, samt søer og sumpe tiltrækker kæmpeodderne. I disse områder foretrækker de steder med stor densitet af fisk, ikke for stejle skrænter og med vegetation hængende ud over vandet. På flodskrænten bygger de huler tæt på vandkanten, som de hviler i i løbet af dagen, og hvis de har unger. Længere væk laver de huler, som benyttes i våde perioder med højvande.
På taget af deres huler skabes et fælles latrin, som de alle tisser i for efterfølgende at ælte deres poter i det. På den måde kommer de alle til at lugte ens, og de kan genkende hinanden fra fremmede og markere deres territorium hvor de gå. Territorierne kan være ganske små, helt ned til 105 hektar for en gruppe på 5-8.
I den peruvianske del af Amazonas lever de i grupper for at undgå større rovdyr; hovedsageligt alligatorer. I Pantanal er Pantanal er den største fjende en gruppe af andre kæmpeoddere eller en enlig strejfer.
De er aggressive dyr, og deres konfrontationer kan have dødelig udgang. Disse konflikter kan undgås ved at anvende enten duftmarkering eller akustiske signaler.
Brasilianske kæmpeoddere undgår kontakt (aggressiv adfærd samt underkastelse og flugt) med fremmede grupper ved at markere deres territorium med duftsignaler. Internt i gruppen, som består af et par og deres unger fra de foregående år, samt ungerne fra det nuværende år, bruges duftmarkering til kommunikation af social og seksuel status.

## Akustiske signaler
Akustiske signaler kan ligeledes bruges til at undgå andre grupper eller til at skræmme rovdyr væk. En række af akustiske signaler anvendes formentlig til at styrke sammenholdet internt i gruppen og består af høje kald, der kan inddeles efter de to adfærdssammenhænge, hvor de hyppigst forekommer – hhv. kamp og fredelig kommunikation.
Kamp kan enten være internt i gruppen eller eksternt med en fjende. Overraskes den af en uventet genstand eller situation, er det blevet observeret, at de frembringer et kort advarselssignal, som øjeblikkeligt tiltrækker de andre individers opmærksomhed.
Vokaliseringsrepertoiret består af ni forskellige lyde, der beskrives som prusten, knurren, skrig, HAH, brummen, kurren, piben, hyl og jamren. Signaler, der anvendes ved kontakt med fremmede oddere består af fire førstnævnte. HAH! og prusten er begge alarmsignaler. Mens HAH! indikerer en svag interesse eller alarm, indikerer prusten en pludselig alarmering. HAH! er blevet observeret anvendt som et trusselssignal i forsøget på at skræmme Amazonas største prædator, den sorte kaiman, væk. Knurren signalerer angrebslyst og frembringes mod en potentiel fare. Skrig bruges i flere forskellige situationer, blandt andet som et bluff-angreb mod en prædator som en måde at komme i kontakt med andre individer, der er langt væk, men bruges også af en opstemt brasiliansk kæmpeodder. Brummen, kurren og piben er alle tre signaler, der spiller en vigtig rolle for etableringen og opretholdelsen af sociale relationer. Brummen er et beroligende signal, som laves af individer, der færdes sammen og udtrykker en afslappet situation. Kurren er en lyd, der anvendes to individer imellem, som er i nær kontakt med hinanden som for eksempel to voksne, en forælde og en unge eller ved en venlig genforening med et individ. Piben formodes at være et kontaktkald mellem grupper for at udvise venlige intentioner. De resterende to lyde, hyl og jamren anvendes af unger og brugen af disse er ikke nærmere beskrevet. 
I betragtning af den udbredte brug af akustisk kommunikation er der lavet relativt få studier på dette område. På nuværende tidspunkt er den vokale kommunikations rolle både internt i grupperne og eksternt mellem grupperne dårligt belyst. For nogle af disse lyde tyder tidligere studier på, at brugen af dem afhænger af adfærd, social rang og alder. Det er dog i høj grad spekulativt, da man ikke har kunnet tilegne de enkelte lyde til hvert enkelt individ i gruppen.